# Волна Революции (Курская область)
Волна́ Револю́ции — хутор в Фатежском районе Курской области. Входит в состав Большежировского сельсовета.

## География
Расположен на юге Фатежского района, в 25 к юго-западу от Фатежа на правом берегу ручья Грязная Рудка. Является западной частью бывшей деревни Соломино. Высота над уровнем моря — 234 м.

## Этимология
В досоветский период эта часть деревни Соломино называлась Малая Амелина — по фамилии местных жителей, однодворцев Амелиных. В советское время хутор получил название Волна Революции.

## История
Возник как заселённая однодворцами Амелиными часть деревни Соломино, известной с середины XVI века.
В середине XX века Соломино было разделено на 3 хутора: Амелин, Волна Революции и Костина. В 1930-х — 1940-х годах крестьянские хозяйства хутора числились в составе колхоза имени Кирова. В июне 1950 года этот колхоз был присоединён к более крупной артели имени Куйбышева (центр в с. Новое Сдобниково). В 1954—2010 годах входил в состав Кромского сельсовета. В начале 1960-х годов все колхозы Кромского сельсовета были объединены в один — «Родина». Таким образом и крестьянские хозяйства хутора Волна Революции оказались в составе этого колхоза. После упразднения Кромского сельсовета в 2010 году хутор вошёл в состав Большежировского сельсовета.

## Население
| 2002 | 2010 |
| ---- | ---- |
| 15   | ↘10  |

## Инфраструктура
Личное подсобное хозяйство. В хуторе 16 домов.

## Транспорт
Волна Революции находится , в 19 км от автодороги федерального значения М2 «Крым» (Москва — Тула — Орёл — Курск — Белгород — граница с Украиной) как часть европейского маршрута E105, в 23 км от автодороги регионального значения 38К-017 (Курск — Льгов — Рыльск — граница с Украиной) как часть европейского маршрута E38, в 5 км от автодороги межмуниципального значения 38Н-221 (М-2 «Крым» — Кромская), в 24,5 км от ближайшего ж/д остановочного пункта 433 км (линия Льгов I — Курск).
В 147 км от аэропорта имени В. Г. Шухова (недалеко от Белгорода).